# Barbu Catargiu
Barbu Catargiu (ur. 26 października 1807, zm. 20 czerwca 1862) – konserwatywny rumuński dziennikarz i polityk. Pełnił funkcję premiera Zjednoczonych Księstw Mołdawii i Wołoszczyzny (Rumunii) przez cztery miesiące w 1862 roku, w tym samym roku został zamordowany.
Catargiu na stanowisko premiera Zjednoczonych Księstw Mołdawii i Wołoszczyzny został powołany przez księcia Aleksandra J. Cuzę 3 lutego 1862 r. a następnie zaprzysiężony 15 lutego 1862 r. Objąwszy władzę Catargiu próbował wprowadzić w życie szereg projektów reform ustrojowych i ekonomicznych. Dzięki jego staraniom weszły w życie ustawy o podatku rolnym oraz o podatku na utrzymanie dróg i mostów. Niezrealizowane pozostały natomiast starania dotyczące przyznania koncesji na budowę pierwszej w kraju kolei. Najistotniejszą sprawą rządów Catargiu było przeprowadzenie reformy rolnej. Projekt konserwatywnej Komisji Centralnej przewidywał, że chłopi otrzymają niewielkie nadziały ziemi, nie na własność jednak, lecz w dzierżawę. Projekt ten wzbudził niezadowolenie zarówno wśród konserwatystów, jak też opozycyjnych ugrupowań liberalnych, które planowały zorganizowanie protestów i demonstracji ulicznych. 20 czerwca 1862 r., po czterech miesiącach pełnienia władzy, Catargiu został zastrzelony, personaliów zamachowca nie udało się ostatecznie ustalić.